# Круглоозерка
Круглоозе́рка (Кларівка) — село в Україні, у Бехтерській сільській громаді Скадовського району Херсонської області.
Розташоване неподалік Чорного моря.
Населення становить 1368 осіб.

## Герб
Щит скошений зліва лазуровим і золотим. У першій частині золоте кільце, утворене половиною зубчастого колеса і колосом, усередині якого летить срібна чайка. У другій частині сходить червоне сонце без зображення обличчя з такими ж променями, що супроводжується зверху золотими перекинутою шаблею і булавою, покладеними в косий хрест. У вищербленій лазуровій базі вищерблена зверху і хмароподібна знизу срібна балка, що супроводжується знизу срібними літерами "1822".

## Історія
Станом на 1886 рік в селі Бехтерської волості мешкало 279 осіб, налічувалось 45 дворів, існували молитовний будинок та 2 лавки.
24 лютого 2022 року село тимчасово окуповане російськими військами під час російсько-української війни.

## Населення
Згідно з переписом УРСР 1989 року чисельність наявного населення села становила 1301 особа, з яких 644 чоловіки та 657 жінок.
За переписом населення України 2001 року в селі мешкало 1366 осіб.

### Мова
Розподіл населення за рідною мовою за даними перепису 2001 року:
| Мова       | Відсоток |
| ---------- | -------- |
| українська | 91,89 %  |
| російська  | 8,04 %   |
| вірменська | 0,07 %   |

## Храми
- Свято-Миколаївський храм УПЦ МП